# Mong Văn Tình
Mong Văn Tình (sinh ngày 10 tháng 2 năm 1988) là một chính trị gia người Việt Nam, dân tộc Khơ-mú. Ông hiện là đại biểu quốc hội Việt Nam khóa 14 nhiệm kì 2016-2021, thuộc đoàn đại biểu quốc hội tỉnh Nghệ An, Ủy viên Ủy ban Mặt trận Tổ quốc Việt Nam tỉnh Nghệ An, Ủy viên Ủy ban Pháp luật của Quốc hội. Ông đã trúng cử đại biểu quốc hội năm 2016 ở đơn vị bầu cử số 2, tỉnh Nghệ An (Số 2: Gồm thị xã Thái Hoà và các huyện: Quế Phong, Quỳ Châu, Quỳ Hợp, Nghĩa Đàn, Tân Kỳ) được 246.443 phiếu, đạt tỷ lệ 62,92% số phiếu hợp lệ..

## Xuất thân
Mong Văn Tình sinh ngày 10 tháng 2 năm 1988 quê quán ở Bản Huồi Cam, xã Nậm Nhóong, huyện Quế Phong, Nghệ An. 

## Giáo dục
- Giáo dục phổ thông: 12/12
- Đại học chuyên ngành Chính trị
- Cao cấp lí luận chính trị

## Sự nghiệp
Ông gia nhập Đảng Cộng sản Việt Nam vào ngày 20/3/2014.
Khi ứng cử đại biểu Quốc hội Việt Nam khóa 14 vào tháng 5 năm 2016 ông đang là công chức, làm việc ở Huyện Đoàn Quế Phong, tỉnh Nghệ An.
Ông đã trúng cử đại biểu quốc hội năm 2016 ở đơn vị bầu cử số 2, tỉnh Nghệ An (Số 2: Gồm thị xã Thái Hoà và các huyện: Quế Phong, Quỳ Châu, Quỳ Hợp, Nghĩa Đàn, Tân Kỳ) được 246.443 phiếu, đạt tỷ lệ 62,92% số phiếu hợp lệ.
Ông hiện là Ủy viên Ủy ban Mặt trận Tổ quốc Việt Nam tỉnh Nghệ An, Ủy viên Ủy ban Pháp luật của Quốc hội.
Ông đang làm việc ở Huyện Đoàn Quế Phong, tỉnh Nghệ An.

## Đại biểu Quốc hội Việt Nam khóa 14 nhiệm kì 2016-2021

### Dự án Luật trợ giúp pháp lý (sửa đổi)
Ngày 27 tháng 10 năm 2016, thảo luận về Dự án Luật trợ giúp pháp lý (sửa đổi), ông đề nghị, cần nghiên cứu bổ sung một đối tượng là trẻ em bị hại, ví dụ như trẻ em bị xâm hại về thân thể hay xâm hại về tình dục, bạo lực gia đình, cần xem xét, bổ sung thêm nhóm người từ 16 đến dưới 18 tuổi.
Ông cũng đề nghị các cơ quan có thẩm quyền tiếp tục phổ biến, giáo dục pháp luật cho đồng bào dân tộc thiểu số, vùng sâu, vùng xa; đặc biệt cần phát hiện, đào tạo, bồi dưỡng trợ giúp viên pháp lý, cán bộ là người dân tộc thiểu số, những người am hiểu phong tục tập quán, tiếng nói của người bản địa.

### Kế hoạch phát triển kinh tế đất nước
Ngày 2 tháng 11 năm 2016, ông đề nghị Chính phủ, Quốc hội cần ưu tiên bố trí nguồn lực trong công tác đào tạo nghề, giải quyết việc làm cho thanh niên nông thôn và đồng bào dân tộc thiểu số ở vùng đặc biệt khó khăn.